# Lac de Bracca
Situé au pied de la Punta alla Vetta (2 255 m), face au Monte Rinosu, en contrehaut du lac de Vitalaca, le lac de Bracca est un lac d'altitude de Corse-du-Sud situé à 2 085 mètres. Il est la source du fleuve Prunelli. 

## Géographie
Sa profondeur maximale est de 8 mètres. Il a la particularité d'avoir une forme en fer à cheval.

## Galerie

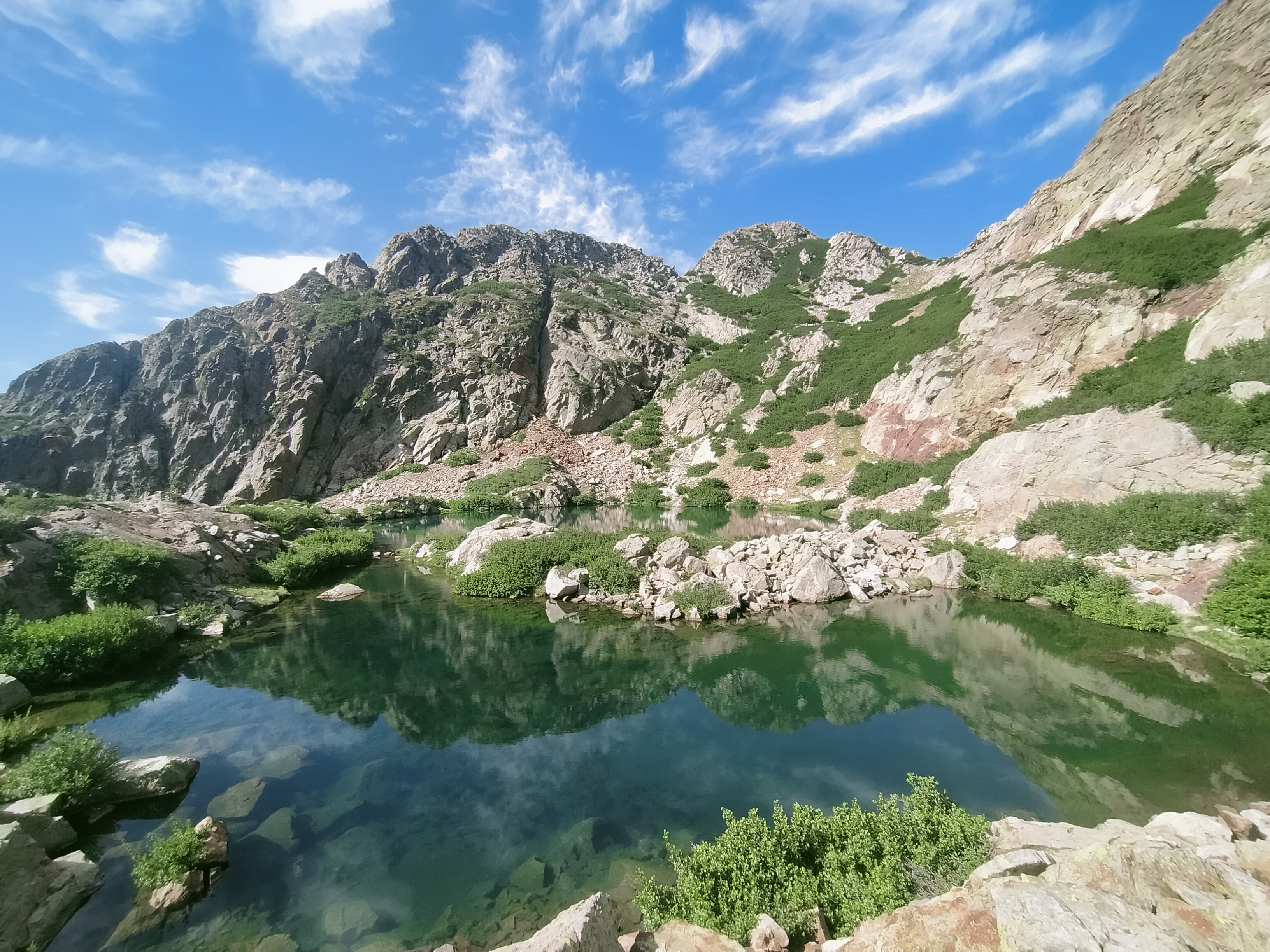
Vue rapprochée du lac